# Elvis: A Legendary Performer Volume 2
Albums de Elvis Presley
Today
(1975) The Sun Sessions
(1976)
Elvis: A Legendary Performer Volume 2 est un album d'Elvis Presley sorti en janvier 1976. Cette compilation inclut des versions inédites de certaines chansons.

## Titres

### Face 1
1. Harbor Lights (Jimmy Kennedy, Hugh Williams) – 2:35
2. Interview with Elvis: Jay Thompson – 3:34
3. I Want You, I Need You, I Love You (Lou Kosloff, George Mysels) – 2:40
4. Blue Suede Shoes (Carl Perkins) – 1:37
5. Blue Christmas (Billy Hayes, Jay Johnson) – 2:30
6. Jailhouse Rock (Jerry Leiber, Mike Stoller) – 3:12
7. It's Now or Never (Eduardo DeCapua, Wally Gold, Aaron Schroeder) – 1:40

### Face 2
1. A Cane and a High Starched Collar (Sid Tepper, Roy C. Bennett) – 2:40
2. Presentation of Awards to Elvis – 1:24
3. Blue Hawaii (Ralph Rainger, Leo Robin) – 2:29
4. Such a Night (Lincoln Chase (en), Dr. John) – 3:36
5. Baby, What You Want Me to Do (Jimmy Reed) – 1:44
6. How Great Thou Art (Stuart K. Hine) – 2:58
7. If I Can Dream (Walter Earl Brown) – 3:14